# Ottolien Boeschoten
 (janvier 2019).
Si vous disposez d'ouvrages ou d'articles de référence ou si vous connaissez des sites web de qualité traitant du thème abordé ici, merci de compléter l'article en donnant les références utiles à sa vérifiabilité et en les liant à la section « Notes et références ».
Ottolien Boeschoten, née Gezina Ottolina Boeschoten le 1er avril 1963 à Heerde,, est une actrice et animatrice de radio néerlandaise.

## Filmographie

### Cinéma et téléfilms
- 1990 : In krakende welstand (nl) : Kaat
- 1990 : Romeo : Nel
- 1991 : Een dubbeltje te weinig (nl) : L'ami de To
- 1992 : Sjans : Jennie
- 1994 : Pril geluk (nl) : Flora
- 1995 : Coverstory (nl) : Gemma Koeman
- 1996 : Fort Alpha (nl) : Pauline de Metz
- 1999 : De Daltons (nl) : Le médecin d'école
- 2000 : Baantjer : Angela Hoop
- 2003 : Schudden tot het sneeuwt (nl) : Miss Bubbels
- 2004 : Wet & Waan (nl) : Jet de Winter
- 2004 : Deining (nl) : La femme en transition
- 2006 : Het woeden der gehele wereld (nl) : La mère de Goudveyl)
- 2008 : TiTa Tovenaar (nl) : Tante Truus
- 2011 : Goede tijden, slechte tijden : La docteur Dellemijn
- 2011 : Alfie le petit loup-garou : Tante Wies
- 2013 : Feuten: Het Feestje (nl) : La responsable de la crèche
- 2015 : Goedenavond dames en heren (nl) : Mme De Haas
- 2018 : Flikken Maastricht : Baas van slachtoffer

## Animation
- 1984-1989 : Borát (nl) : Présentatrice
- 1992 : Pluk van de Petteflet (nl) : Présentatrice
- 1995-2000 : Nachtzusters (nl) : Présentatrice
- 2001-2007 : Radio Bergeijk (nl) : Présentatrice